# Ezequiel Scarione
Ezequiel Oscar Scarione, né le 14 juillet 1985 à José Clemente Paz dans la province de Buenos Aires en Argentine, est un footballeur argentin évoluant au poste de milieu de terrain de football argentin. Il joue actuellement pour le MKE Ankaragücü, en Spor Toto Süper Lig.

## Carrière
Scarione commence sa carrière européenne au FC Thoune. Prêté au Fc Lucerne, il ne parvient à s'imposer dans le club de Suisse Centrale. Revenu en terre thounoise, Scarione flambe en Challenge League. Promu en Super League, il brille par ses passes géniales et ses nombreux buts et devient capitaine. À la trêve, le club bernois est sixième. Cependant, Scarione se querelle avec son entraineur Murat Yakin. Il quitte le club pour rejoindre Saint-Gall, qui se bat contre la relégation. Malgré tout son talent, Scarione ne parvient pas à sauver les Brodeurs de leur chute en Challenge League.
En juillet 2013 il signe pour le club turc de Kasımpaşaspor.